# Чернігівський м'ясокомбінат
ПрАТ «Черні́гівський м'ясокомбіна́т» (з квітня 2016 ПрАТ «Комплекс „Любецький”») — м'ясокомбінат у Чернігові.

## Сучасність
3 вересня 2007 року на підприємстві сталася аварія — обвалилася частина стіни основного виробничого корпусу, розгерметизувався трубопровід з аміаком. Підприємство було закрито на реконструкцію.
22 серпня 2012 року в одній із порожніх будівель сталася пожежа, внаслідок якої згорів дах.
Основні виробничі потужності комбінату та неробочий стан більшості цехів дають змогу випускати продукцію лише для Чернігова.